# Rui Jordão
Pour les articles homonymes, voir Jordão.
Rui Manuel Trindade Jordão, plus connu sous le nom de Jordão, né le 9 août 1952 à Benguela en Angola, alors colonie portugaise, et mort le 18 octobre 2019 à Cascais, est un joueur de football portugais.

## Biographie
Après des débuts en Angola au Sporting Benguela, Rui Jordão rejoint le Benfica en 1971. Mais c'est au Sporting Portugal qu'il effectue l'essentiel de sa carrière entre 1977 et 1986.
Il est par deux fois meilleur buteur du Championnat du Portugal, en 1976 avec Benfica (28 buts) et en 1980 avec le Sporting (31 buts). Il termine sa carrière au Vitória Setubal.
Il porte 43 fois le maillot de l'Équipe du Portugal et inscrit 15 buts avec cette équipe, entre 1972 et 1989.
Deux de ses buts sont restés dans la mémoire des supporteurs français. Face aux Bleus, en demi-finale de l'Euro 84 au Stade Vélodrome de Marseille, il égalise dans le temps réglementaire avant de donner l'avantage à son équipe d'une reprise de volée écrasée qui lobe le gardien Joël Bats. Le Portugal est finalement battu sur le fil.
Après avoir pris sa retraite, Rui Jordão s'est éloigné du monde du football et est devenu peintre et sculpteur. Rui João est décédé le 18 octobre 2019 à l'âge de 67 ans, après avoir été hospitalisé pour des problèmes cardiaques à Cascais. Fernando Gomes, président de la Fédération portugaise de football, a déclaré dans une déclaration qu'il était « sans égal ».

## Carrière
- 1970-1971 :  Sporting Benguela
- 1971-1976 :  Benfica Lisbonne
- 1976-1977 :  Real Saragosse
- 1977-1987 :  Sporting Clube de Portugal
- 1987-1989 :  Vitória Setúbal[3],[4]

## Palmarès
Avec le Benfica Lisbonne
- Champion du Portugal en 1972, 1973, 1975, 1976
- Vainqueur de la Coupe du Portugal en 1972
- Finaliste de la Coupe du Portugal en 1974 et 1975

Avec le Sporting Portugal
- Champion du Portugal en 1980 et 1982
- Vainqueur de la Coupe du Portugal en 1978 et 1982
- Finaliste de la Coupe du Portugal en 1979
- Vainqueur de la Supercoupe du Portugal en 1982

## Distinctions
- Meilleur buteur du championnat du Portugal en 1976 (28 buts) et 1980 (31 buts)
- Élu footballeur portugais de l'année en 1980